# گردشگری اینستاگرام
گردشگری اینستاگرامی یا گردشگری سلفی پدیده‌ای است که در آن یک منطقه شاهد افزایش گردشگری است، که اغلب تا حد اورتوریسم (افزایش بیش از حد گردشگر) پیش می‌رود، که به دلیل قرار گرفتن در معرض رسانه‌های اجتماعی و تمایل ناشی از آن در دیگران برای بازآفرینی تصاویری که در اینستاگرام یا تیک‌تاک دیده‌اند، ایجاد می‌شود. مطالعات در سال‌های ۲۰۱۸ و ۲۰۲۳ نشان داد که قرار گرفتن در معرض رسانه‌های اجتماعی بر گردشگری تأثیر می‌گذارد و آن را به مفهوم مصرف آشکار مرتبط می‌کند.
گردشگری اینستاگرام اغلب در مناطقی دیده می‌شود که برای گرفتن سلفی با پس‌زمینه‌ای از زیبایی‌های طبیعی یا صحنه‌های پر جنب و جوش شهری مناسب هستند. این نوع گردشگری به عنوان یک مصرف سطحی به جای علاقهٔ خالصانه به یک مکان توصیف شده است و کسانی که در آن شرکت می‌کنند به عنوان «افرادی که برای گرفتن عکس از عکس‌هایی که دیده‌اند می‌آیند» توصیف می‌شوند.
طبق یک مطالعه در سال ۲۰۲۳، ۹۸٪ از نسل هزاره آمریکا هنگام برنامه‌ریزی سفر تحت تأثیر تصاویر رسانه‌های اجتماعی قرار می‌گیرند. از اوایل دهه ۲۰۲۰، برخی از رسانه‌های اجتماعی بر روند «اینستاگرام در مقابل واقعیت» متمرکز شدند، که عکس‌های اینستاگرام را در تضاد با عکس‌هایی از «شلوغی و هرج و مرج رایج در نقاط گردشگری که اغلب از تصاویر و ویدیوهای کاملاً ترکیب‌بندی‌شده اینفلوئنسرها حذف می‌شوند» قرار می‌دهد.

## مثال‌ها
در ایالات متحده، این پدیده در هورسشو بند در آریزونا، پارک ملی جاشوا تری و پارک ملی زایون مشاهده شده است. پامفرت ، ورمونت، پس از انتشار گسترده تصاویر یک مزرعه محلی، شاهد افزایش چشمگیر اتوبوس‌های گردشگری که گروه‌ها را برای توقف‌های کوتاه سلفی پیاده می‌کردند و اینفلوئنسرهایی که غرفه‌های تعویض لباس برپا می‌کردند بود.
در اسپانیا، این پدیده در جزایر بالئارس مشاهده شده است. یک نمونه، کالو دِ مورو بود که پس از نمایش در فید یک اینفلوئنسر رسانه‌های اجتماعی، با هزاران بازدیدکننده در منطقه‌ای که تقریباً ۱۰۰ نفر گنجایش دارد، مواجه شد شهردار یک کنفرانس مطبوعاتی برگزار کرد و «از روزنامه‌نگاران و اپراتورهای تور خواهش کرد که دیگر هرگز از این خلیج نامی نبرند» و مقامات محلی وب‌سایت خود را از تصاویر این خلیج کوچک پاک کردند.
تصاویر هال‌اشتات در رسانه‌های اجتماعی اتریش، با عنوان «اینستاگرامی‌ترین شهر جهان» در شرق و جنوب شرقی آسیا به سرعت منتشر شد. در چین در سال ۲۰۱۳ شایعه شده بود که هال‌اشتات الگوی فیلم فروزن است. در سال ۲۰۲۰ هال‌اشتات روزانه ۷۸۰ شهروند و بیش از ۱۰۰۰۰ بازدیدکننده داشت که عمدتاً از طریق اتوبوس‌های توریستی وارد می‌شدند، برای عکس گرفتن توقف کوتاهی می‌کردند و به سرعت از آنجا می‌رفتند. شهروندان از ورود گردشگران به خانه‌ها و باغ‌های خصوصی برای گرفتن عکس شکایت داشتند.
در دهه ۲۰۲۰ تصاویر یک مجتمع مسکونی در منورکا که در سال ۱۹۶۴ ساخته شده و شبیه یک روستای سنتی یونانی است در اینستاگرام و تیک‌تاک به سرعت پخش شد و منجر به هجوم اتوبوس‌های گردشگری و سایر گردشگران مشتاق به تکرار عکس‌هایی شد که در رسانه‌های اجتماعی دیده بودند.
در اسکاتلند، جادهٔ ساحل شمالی ۵۰۰ که توسط اسکاتلند به عنوان یک مسیر خوش‌منظره تبلیغ می‌شود، شاهد هجوم گردشگران اینستاگرامی بوده است. استخرهای پری جزیرهٔ اسکای پس از انتشار عکس‌هایشان در اینستاگرام، شاهد هجوم گردشگران بوده‌اند. تصاویر قطار بخار جاکوبایت، که در فیلم‌های هری پاتر به عنوان قطار سریع‌السیر هاگوارتز استفاده می‌شد، به سوژه‌ای برای گردشگری اینستاگرامی تبدیل شده است.
در سال ۲۰۱۰ ترول‌تونگای نروژ که ۸۰۰ بازدیدکننده داشت، در سال ۲۰۱۶، ۸۰ هزار بازدیدکننده داشت؛ تغییری که به حضور در رسانه‌های اجتماعی نسبت داده شد.